# Konwoje do Jerozolimy
Konwoje do Jerozolimy były konwojami samochodów ciężarowych dostarczających zaopatrzenie do oblężonej żydowskiej części Jerozolimy podczas wojny domowej w Mandacie Palestyny i wojny o niepodległość w latach 1947–1948. Podróż konwojami umożliwiała współpracę i wzajemną pomoc uczestników kolumny pojazdów. Eskortę stanowili uzbrojeni członkowie żydowskiej organizacji paramilitarnej Hagana, a następnie kompanie szturmowe Palmach. Po utworzeniu Sił Obronnych Izraela przejęły one zadania eskortowania konwojów do Jerozolimy.

## Tło wydarzeń

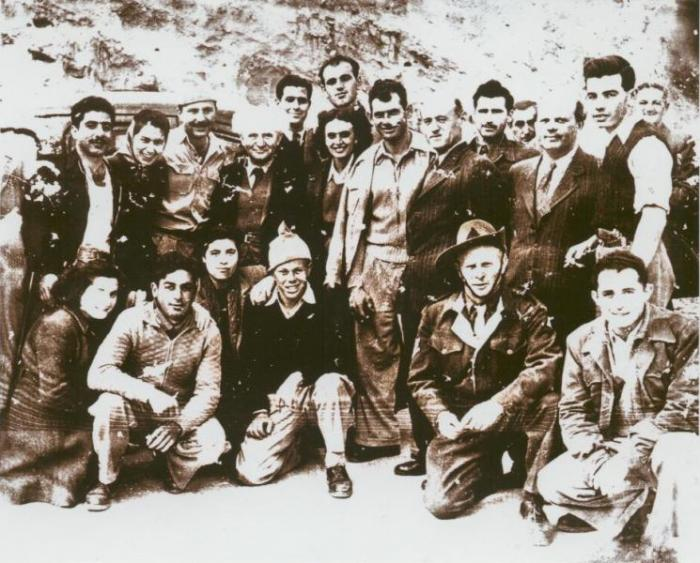
Członkowie jednego z konwojów z Dawidem Ben Gurionem

Uchwalona 29 listopada 1947 roku Rezolucja Zgromadzenia Ogólnego ONZ nr 181 zakładała, że na terenie byłego Mandatu Palestyny miały powstać dwa państwa (żydowskie i arabskie) oraz mała międzynarodowa strefa obejmująca Jerozolimę i Betlejem. Strefa międzynarodowa miała pozostawać poza granicami obu państw i być zarządzana przez Narody Zjednoczone, które stawały się gwarantem bezpieczeństwa wszystkich świętych miejsc chrześcijaństwa, islamu i judaizmu w obu miastach.
Region Jerozolimy stanowił najsilniejszy punkt sporny pomiędzy społecznością żydowską a arabską w Palestynie. Żydzi nie mogli pogodzić się z faktem, że Jerozolima nie będzie stolicą państwa żydowskiego. Również Arabowie nie godzili się z faktem, że miasto nie będzie znajdować się pod ich kontrolą. Miasto poza znaczeniem politycznym, religijnym i społeczno-kulturalnym, miało także duże znaczenie militarne, ponieważ kontrola nad Jerozolimą dawała również kontrolę nad całą górzystą okolicą. Obie strony przygotowując się do nadchodzącej konfrontacji zbrojnej uważały, że zwycięstwo w Jerozolimie będzie oznaczać zwycięstwo w całej wojnie. Egzystencja społeczności żydowskiej w Jerozolimie była uzależniona od płynności dostaw z nadmorskiej równiny Szaron i miasta Tel Awiw. Utrzymanie tej komunikacji było dla jerozolimskich Żydów sprawą życia i śmierci. Izraelski dziennikarz Amos Elon argumentował: „Dla wszystkich było jasnym, że bitwa o Jerozolimę nie zostanie rozstrzygnięta na Starym Mieście, ale na wąskim pasie asfaltu, który łączy Jerozolimę z Tel Awiwem. Ta droga decydowała o życiu miasta i bez niej nie było szans na przetrwanie”.
Główne drogi prowadzące do Jerozolimy prowadziły po okolicznych starożytnych wzgórzach: w kierunku wschodnim do Jerycha i Morza Martwego, w kierunku południowym do Betlejem i Hebronu, w kierunku północnym do Ramallah, a w kierunku zachodnim do nadmorskiej równiny z portami nad Morzem Śródziemnym. Była to główna i najważniejsza droga zaopatrzenia dla miasta. Prowadziła ona z miasta Tel Awiw poprzez Ramlę, Latrun, Sza’ar ha-Gaj, Saris, Kirjat Anawim, Bajt Surik, Al-Kastal i Moca do Zachodniej Jerozolimy.
Arabowie ze swojej strony dobrze rozumieli, że przecięcie dróg transportu do Jerozolimy może okazać się kluczową kwestią w całej wojnie. Większość z dróg prowadzących do miasta przebiegało przez tereny pozostające pod arabską kontrolą, na których było niewiele żydowskich osiedli. Z tego powodu zablokowanie komunikacji nie sprawiało Arabom wiele trudności, ponieważ wystarczyło uniemożliwić przejazd żydowskich samochodów przez wsie arabskie. Stare Miasto było blokowane od północy przez arabskie osiedla Bab az-Zahira i Morasza. Natomiast komunikacja wychodząca z miasta była blokowana na północy we wsiach Szu’afat i Asz-Szajch Dżarrah. Od południa we wsiach Bajt Safafa, Baka i Abu Tur. Od zachodu we wsi Lifta. Dodatkowym czynnikiem sprzyjającym Arabom była ich przewaga, która była szczególnie mocno widoczna w pierwszym okresie starć. Społeczność arabska posiadała dwie młodzieżowe organizacje paramilitarne, które były skupione wokół swoich przywódców politycznych. Organizacja Futuwwa (arab. فتوة) popierała Mohammada al-Husajni, natomiast Najjada (arab. حزب النجادة) sprzeciwiała się jemu. Początkowo liczyły one około 11-12 tys. członków, jednak podczas przygotowań do wojny zostały prawie zniszczone i Futuwwa liczyła zaledwie kilkuset ludzi, a Najjada około 2-3 tys. ludzi. Dodatkowo, w momencie wybuchu wojny, w arabskich miejscowościach masowo powstawały lokalne milicje związane z lokalnymi Arabskimi Komitetami Narodowymi. Ich uzbrojenie było bardzo słabe i w większości pochodziło z magazynów brytyjskiej armii. Hagana oceniała uzbrojenie palestyńskich Arabów na około 5 tys. sztuk broni palnej.
Palestyńscy Arabowie otrzymali duże wsparcie ze strony państw Ligi Arabskiej, które utworzyły i uzbroiły Arabską Armię Wyzwoleńczą. W jej skład weszło około 6 tys. arabskich ochotników dowodzonych przez Fauziego al-Kawukdżiego. Natomiast Armia Świętej Wojny liczyła około 1 tys. arabskich ochotników dowodzonych przez Emila Ghuri. Prowadzili oni działania głównie w rejonie Jerozolimy. Wraz z wybuchem wojny, do walk przyłączył się jordański Legion Arabski, który stanowił największą wartość bojową wszystkich sił arabskich użytych w Palestynie. Legion liczył 8-12 tys. żołnierzy uzbrojonych, wyszkolonych i dowodzonych przez 48 brytyjskich oficerów. Głównodowodzącym był brytyjski generał John Bagot Glubb. Legion był zorganizowany w cztery regimenty zmechanizowanej piechoty, wspieranych przez 40 dział artylerii oraz 75 pojazdów opancerzonych i lekkie czołgi (wszystkie produkcji brytyjskiej).
W 1947 roku największą siłę militarną społeczności żydowskiej w Palestynie stanowiła podziemna organizacja paramilitarna Hagana. W wyniku kolejnych arabskich rozruchów z lat 1920/21, 1929 i 1936/39, Hagana przechodziła stopniową ewolucję, stając się profesjonalną i dobrze zorganizowaną organizacją militarną. Posiadała ona tzw. Siły Polowe (Hish), liczące 2 tys. ludzi (mężczyzn i kobiet) pełniących służbę na pełnym etacie i 10 tys. rezerwistów (w wieku od 18 do 25 lat). Rezerwiści przechodzili 3-4 dniowe szkolenia wojskowe raz w miesiącu, po czym wracali do swojego normalnego życia w miejscach zamieszkania. Stanowili oni oddziały lokalnej samoobrony osiedli, wiosek, zakładów pracy i pól uprawnych. Na co dzień tam mieszkali i pracowali, byli zdolni do natychmiastowej walki obronnej. Było to więc właściwie pospolite ruszenie. Prawdziwą wartość bojową przedstawiały jedynie kampanie uderzeniowe Palmach liczące 2,1 tys. żołnierzy i 1 tys. rezerwistów. Dodatkową militarną siłę stanowiły podziemne organizacje paramilitarne Irgun (2-4 tys. członków) i Lechi (500-800 członków). Obie te grupy były silnie monitorowane przez brytyjski wywiad MI5, który uważał je za organizacje terrorystyczne. Dodatkową siłę stanowiła Gwardia Narodowa, złożona z mieszkańców wiosek i miasteczek. Paramilitarne Młodzieżowe Bataliony Gadna (G'dudei Noar), skupiały okoliczną młodzież w wieku 15-17 lat. Istniał jeszcze Nachal (ang. Fighting Pioneer Youth), który zrzeszał osadników w oddziałach samoobrony.

## Organizacja konwojów

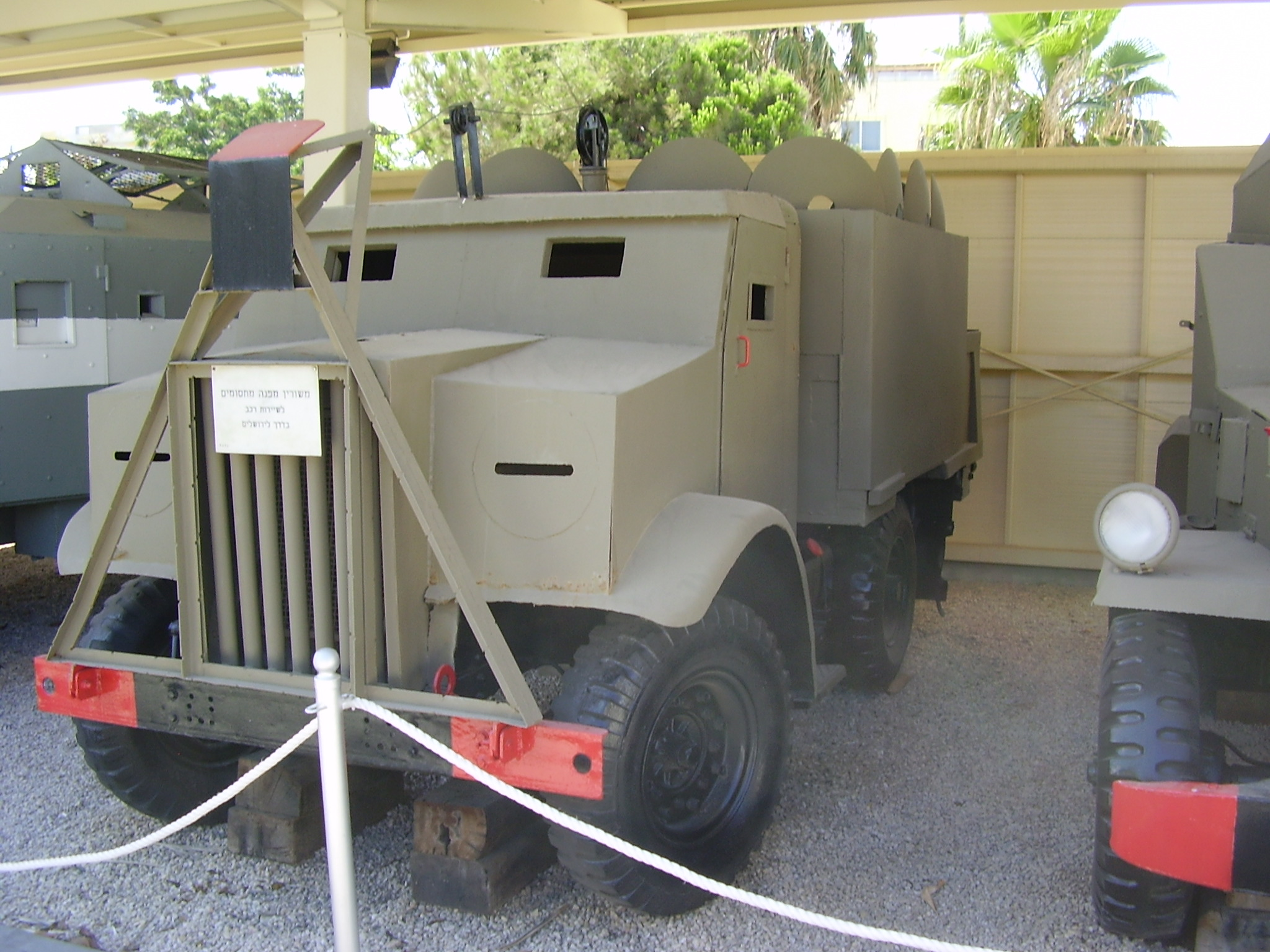
Samochód pancerny służący do przełamywania barier

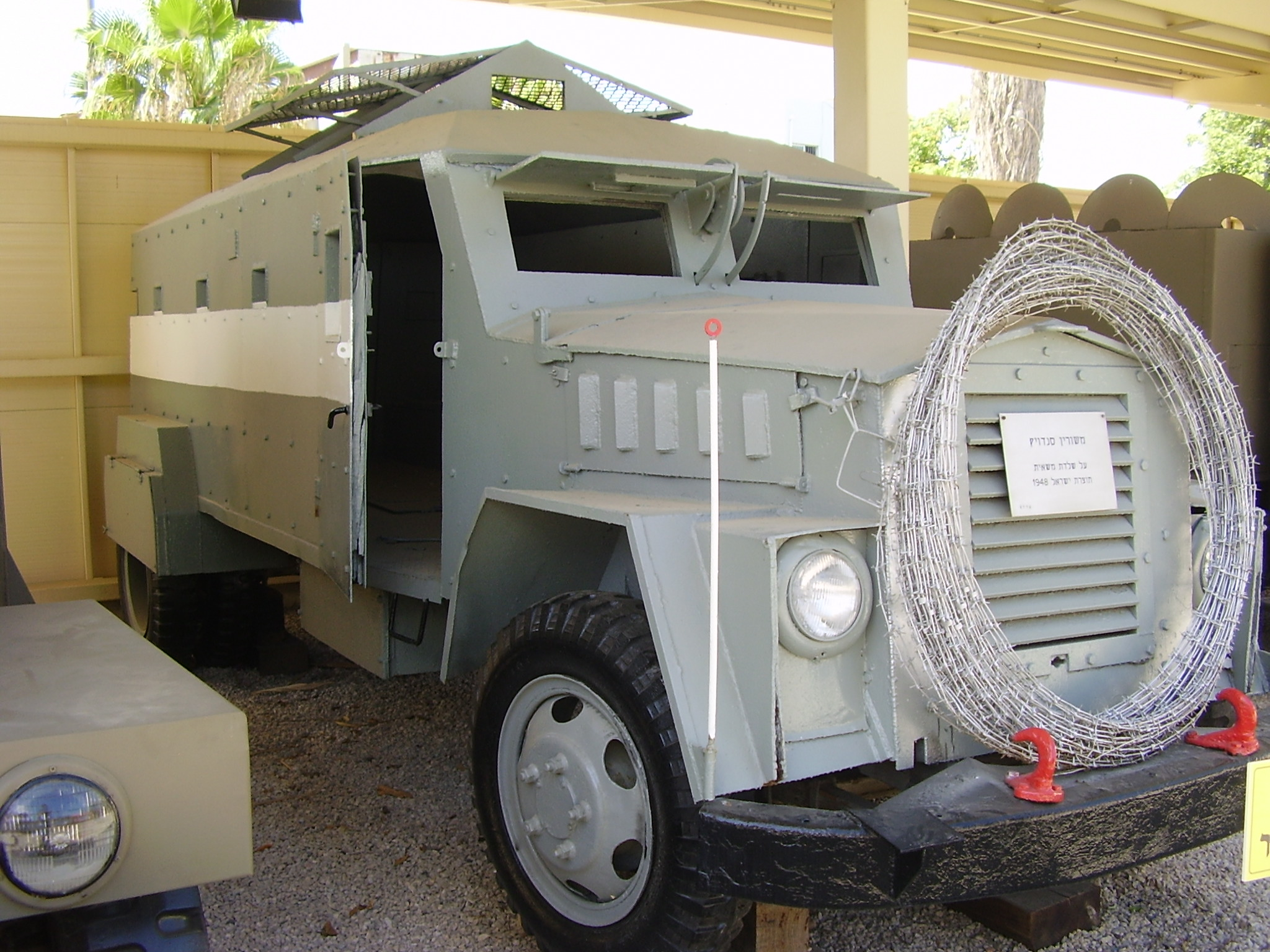
Samochód pancerny typu „sandwich”

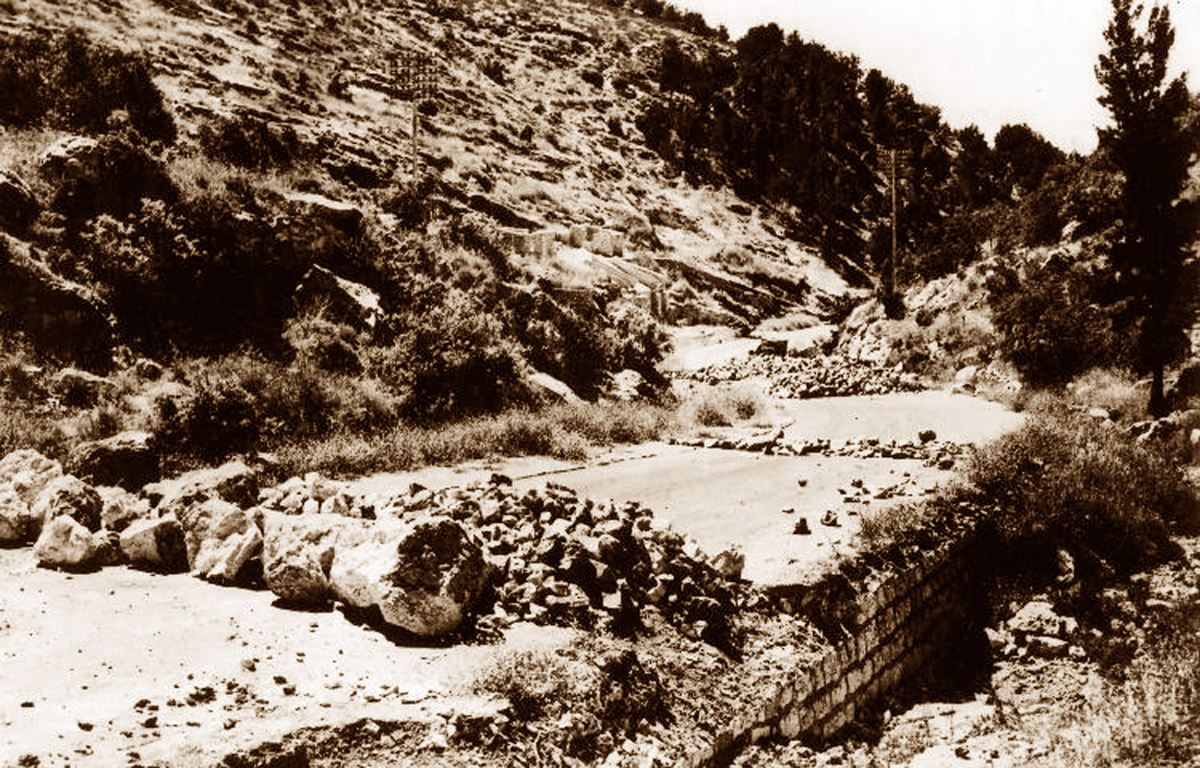
Zablokowana droga w rejonie arabskiej wioski Sza’ar ha-Gaj

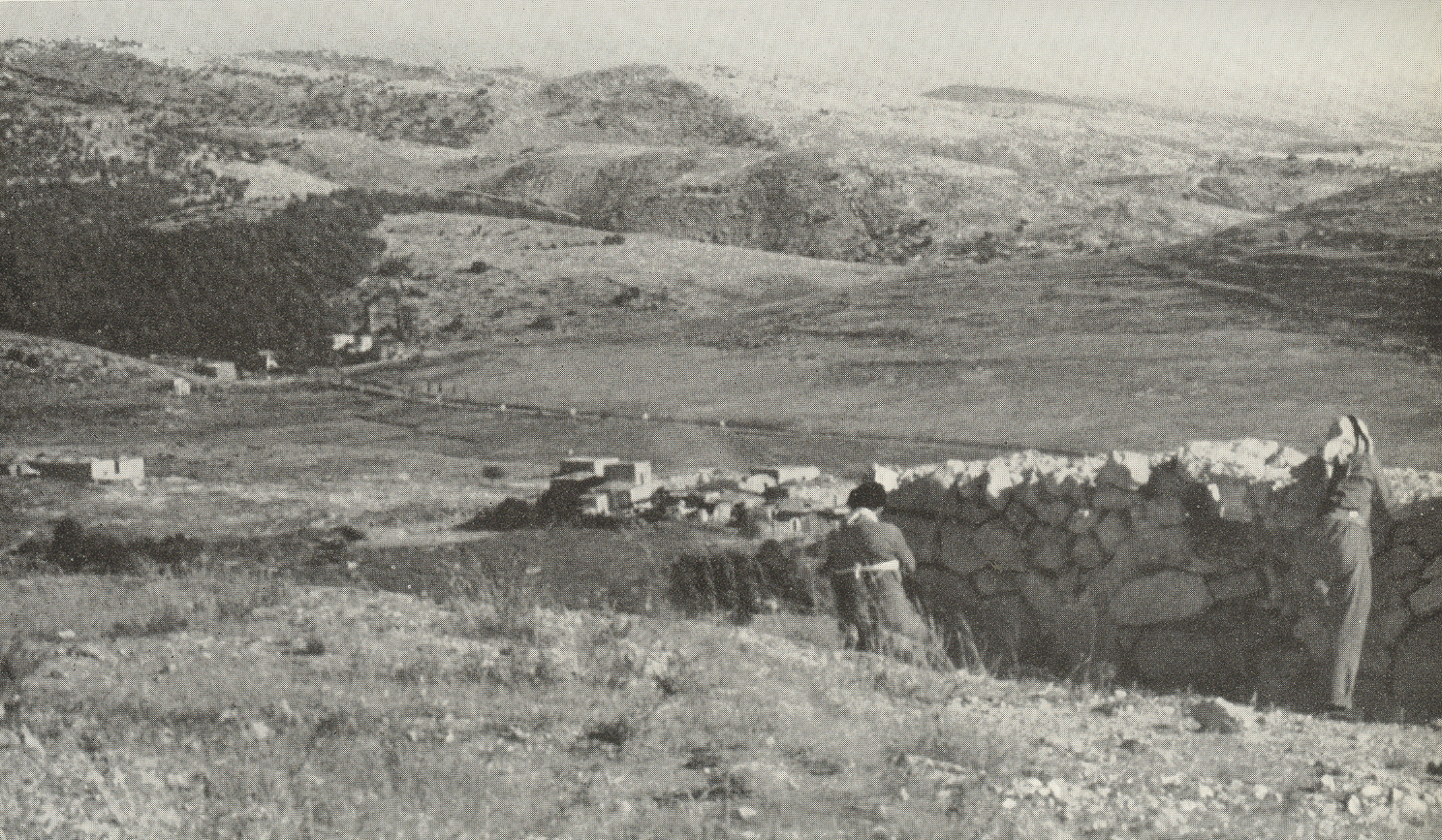
Widok na drogę do Jerozolimy z pozycji Legionu Arabskiego

Od pierwszych dni wojny domowej w Mandacie Palestyny, Arabowie skoncentrowali większość swoich wysiłków na zablokowaniu żydowskiej komunikacji z Jerozolimą. Nowa sytuacja wymagała od społeczności żydowskiej poszukiwania nowych rozwiązań. Zrozumiałą była decyzja o organizacji konwojów ciężarówek i autobusów, które pod niewielką uzbrojoną eskortą poruszały się po terenach arabskich, dostarczając zaopatrzenie do odizolowanych osiedli lub do Jerozolimy. W dniu 30 listopada 1947 roku organizacja Hagana wyznaczyła Miszael Shahama (ps. „Azarja”) do organizowania konwojów do Jerozolimy. Wszystko wskazywało na to, że w najbliższych miesiącach w Palestynie rozegra się prawdziwa wojna o drogi, do której obie strony przygotowywały swoje najlepsze siły. Do zadań Meszaela Shahama należało planowanie i organizacja transportów jadących do Jerozolimy. Każdy wyjeżdżający konwój musiał mieć zabezpieczoną odpowiednią eskortę i zaplanowaną drogę przejazdu. Doświadczenie zdobywano w ramach przejazdu kolejnych konwojów. Strategię działania dostosowywano do pojawiających się zagrożeń oraz własnych możliwości działania. W grudniu 1947 roku powstała Komisja Transportu w Nagłych Wypadkach, która skupiła się głównie na problematyce utrzymania komunikacji z Jerozolimą. Z przyznanego budżetu opancerzono 60 samochodów ciężarowych i autobusów, zabezpieczono także rezerwę paliwa. Ustalono, że każdy pojazd dołączający się do konwoju będzie postępować zgodnie z wcześniejszymi instrukcjami, tak aby cała kolumna stanowiła jedną całość. Komisja napotykała jednak na duże problemy związane ze współpracą pomiędzy żydowskimi ugrupowaniami Irgun i Lehi. Innymi problemami był brak funduszy, brak paliwa i kłopoty techniczne posiadanych pojazdów.
Konwoje jadące z zaopatrzeniem do Jerozolimy były wysyłane przez różne organizacje lub osoby indywidualne, prowadzące interesy w mieście lub okolicy. Najczęściej przewożonymi towarami była żywność, odzież, koce i amunicja. Zazwyczaj każdego dnia na trasie pomiędzy Jerozolimą i Tel Awiwem kursowały po dwa konwoje w każdą stronę – dwa konwoje towarowe i dwa pasażerskie. Każdemu konwojowi towarzyszyły dwa samochody pancerne wiozące po 10-12 uzbrojonych ludzi. Każdy konwój posiadał własnego dowódcę, który zazwyczaj jechał w pierwszym opancerzonym pojeździe. Organizatorzy konwojów napotykali na liczne utrudnienia ze strony brytyjskich władz mandatowych. Na załadunek towarów do opancerzonych ciężarówek jadących do Jerozolimy wymagane było posiadanie specjalnych zezwoleń. Broń członków eskorty była ukrywana, a od kierowców wymagano licencje. Zdarzały się przypadki aresztowania przez Brytyjczyków członków eskorty. Amunicję i broń otrzymywali oni bardzo często dopiero na granicy obszarów kontrolowanych przez Żydów.

## Bitwa o drogi
Bardzo symbolicznym i wymownym był fakt, że już pierwszego dnia wojny, wieczorem 30 listopada 1947 roku Arabowie ostrzelali autobus linii nr 9 jadący z wybrzeża do Jerozolimy. Do ataku doszło w dzielnicy Szajch Dżarrah w Jerozolimie. Ranny został kierowca i 9 pielęgniarek. W następnych dniach doszło do eskalacji przemocy w całym kraju. Nowa sytuacja wymagała od społeczności żydowskiej poszukiwania nowych rozwiązań. Zrozumiałą była decyzja o organizacji konwojów ciężarówek i autobusów, które pod niewielką uzbrojoną eskortą poruszały się po terenach arabskich. Początkowo takie konwoje były małe, i czasami składały się zaledwie z kilku pojazdów. W celu zapewnienia bezpieczeństwa zatrudniono 6 Batalion Palmach do patrolowania drogi pomiędzy Jerozolimą a Sza’ar ha-Gaj. Każdy oddział składał się z czterech osób – dwóch chłopców i dwóch dziewcząt, które ukrywały broń pod ubraniem. Podróżowali oni samochodami wzdłuż tras przejeżdżających konwojów. Stopniowo konwoje stawały się coraz większe i w grudniu liczyły już po dziesięć pojazdów. 10 grudnia bojówka Armii Świętej Wojny urządziła zasadzkę na jeden z takich konwojów jadący pomiędzy Betlejem a Kefar Ecjon. W zasadzce zginęło 10 Żydów – dlatego nazwano go konwojem dziesięciu.
Początkowo główna trasa zaopatrzenia wiodła z Tel Awiwu poprzez Ramlę, Latrun, Sza’ar ha-Gaj do Zachodniej Jerozolimy. Od grudnia 1947 roku, ze względu na nasilające się arabskie ataki, zaczęto zmieniać trasy konwojów. Omijano teraz Ramlę od południa, i jechano dłuższą trasą poprzez kibuc Na’an. Przebieg trasy konwoju dostosowywano do aktualnej sytuacji na drodze. Do czasu obecności brytyjskich żołnierzy w forcie Latrun, ten odcinek drogi był przejezdny i do zapewnienia bezpieczeństwa wystarczała zwykła eskorta. 2 stycznia 1948 roku ochronę konwojów powierzono kompaniom szturmowym Palmach. Do wykonania tego zadania skierowano 223 ludzi, z których 126 osób jeździło bezpośrednio w konwojach, a 97 osób zabezpieczało wybrane najniebezpieczniejsze odcinki trasy. W zabezpieczanie konwojów zatrudnieni byli:
- 6 Batalion Palmach (Jerusalem) dowodzony przez Cewiego Zamira – zabezpieczał wschodni odcinek drogi do kibucu Kirjat Anawim;
- 5 Batalion Palmach (Sha'ar Ha) dowodzony przez Nahuma Arieli – zabezpieczał rejon wokół miasta Tel Awiw;
- Oddział Abrahama Manny (Mac) – zabezpieczał konwoje na całej długości trasy;
- Oddział Menachema Ruska – zabezpieczał rejon Jerozolimy.

Wiele trudności sprawiało brak przejrzystych procedur i jasnych instrukcji postępowania w przypadku ataku na konwój. Zdarzało się, że dochodziło do ataku na niechroniony konwój. W innym przypadku eskortę konwoju stanowiła zaledwie jedna osoba, albo brak było samochodów pancernych i pociski z łatwością przeszywały dach lub brezent ciężarówek, powodując liczne ofiary. Wiele pojazdów było w bardzo złym stanie technicznym i psuły się podczas drogi przez góry. Wówczas cały konwój musiał zatrzymać się, a uszkodzony samochód jeśli nie można było go szybko naprawić, był spychany z drogi. Później podpalali go Arabowie. Na początku marca 1948 postanowiono organizować konwoje złożone z podobnych pojazdów. Miało to na celu zwiększenie prędkości przejazdowej przez najbardziej niebezpieczne odcinki trasy. W przypadku łączenia w konwój różnych pojazdów, był dzielony na mniejsze konwoje aby grupami przejeżdżać przez najniebezpieczniejsze odcinki. Takie decyzje były podejmowane przez dowódców konwoju podczas drogi. Dowódca miał pełne uprawnienia do określania kolejności pojazdów w kolumnie i położenia samochodów eskorty. Dowódca otrzymywał rozkaz określający miejsce organizacji konwoju, czas wyjazdu, pojazdy konwoju, ich funkcję (pojazdy ciężarowe, łączność, inżynieryjne lub osobowe) oraz liczbę pasażerów. Po dotarciu do celu dowódca przedstawiał raport z przebiegu drogi.
Liczba ciężarówek, którym udało się dotrzeć do Jerozolimy systematycznie spadała. W styczniu do miasta docierało średnio po trzydzieści ciężarówek dziennie, natomiast w marcu liczba ta zmalała do sześciu pojazdów dziennie. Spadek ten był związany ze zmianą taktyki Arabów, którzy organizowali coraz bardziej wyrafinowane zasadzki i coraz większymi siłami atakowali konwoje, dążąc do ich całkowitej likwidacji. 27 marca z Jerozolimy wyruszył w stronę Gusz Ecjon konwój liczący 37 ciężarówek i 14 pojazdów opancerzonych. Konwój Nebi Daniel wpadł w zasadzkę i został rozbity. Zginęło 14 osób, a 40 zostało rannych. 31 marca w kierunku Jerozolimy wyruszył konwój Chulda liczący 26 samochodów ciężarowych, cztery autobusy i siedem samochodów pancernych. Konwój wpadł w zasadzkę w pobliżu arabskiej wioski Khulda. Pojazdy utknęły w błocie i nie mogły się wycofać. Wymiana ognia trwała przez sześć godzin. Utracono dwa samochody pancerne, a 22 osoby zginęły. Konwój wycofał się i nie dojechał do Jerozolimy.
Sytuacja w oblężonym mieście natychmiast znacznie się pogorszyła. Wiadomo było, że dla mieszkańców zabraknie żywności. W dniu 31 marca wprowadzono reglamentację żywności. Dzienna racja na jedną osobę wynosiła: 200 gramów chleba. W kwietniu, podczas święta Pesach tygodniowa racja wynosiła: 2 funty ziemniaków, 2 jajka, pół funta ryb, 4 funty macy, 1,5 uncji suszonych owoców, pół funta mięsa i pół funta mąki. W dniu 12 maja wprowadzono racjonowanie wody. Dzienna racja wynosiła 2 galony na osobę, z czego 4 litry było wodą pitną. W czerwcu tygodniowy przydział na osobę wynosił: 100 gramów mąki pszennej, 100 gramów fasoli, 40 gramów sera, 100 gramów kawy, 100 gramów mleka w proszku, 160 gramów chleba, 50 gramów margaryny oraz 2 jajka dla osób chorych. Gdy do miasta nie docierały transporty z żywnością, mieszkańcy zbierali liście malwy, które były bogate w żelazo i witaminy. Jerozolimska stacja radiowa podawała mieszkańcom przepisy gotowania malwy. Jordańczycy przyjęli tę informację jako sygnał, że żydowscy mieszkańcy Jerozolimy umierają z głodu i wkrótce się poddadzą.
W odpowiedzi na skargi przedstawicieli mieszkańców, brytyjskie władze mandatowe zaproponowały przeprowadzenie ewakuacji Żydów z miasta. Było to nie do przyjęcia dla Żydów, którzy byli zmuszeni zmienić taktykę swoich działań z defensywnych na bardziej ofensywne. Celem kolejnych operacji wojskowych Hagany miało być odblokowanie drogi do Jerozolimy i przywrócenie normalnej komunikacji miasta z wybrzeżem. Przy tej okazji zdecydowano się rozpocząć działania przymusowego wysiedlania rabskiej ludności z wiosek położonych w pobliżu strategicznej drogi. Uważano, że w ten sposób arabskie bandy utracą swoje zaplecze do dalszych działań w tym regionie, co umożliwi Żydom przejęcie inicjatywy strategicznej. Punktem zwrotnym okazała się rozpoczęta 1 kwietnia operacja Nachshon, podczas której dostarczono do miasta 1800 ton zapasów. Kolejne konwoje były jednak nadal ostrzeliwane i napotykały na różne trudności, pomimo których docierały do Jerozolimy. W owym czasie fort policji w Latrun wciąż znajdował się pod kontrolą brytyjskich żołnierzy.

## Koniec konwojów
W dniu 15 maja 1948 roku do dawnego Mandatu Palestyny wkroczył jordański Legion Arabski, dowodzony przez brytyjskiego generała John Bagot Glubba. W rejonie miasta Ramallah rozlokowała się 3 Brygada dowodzona przez płk Ashtona (obejmowała: 2 Regiment pod dowództwem majora Slade’a i 4 Regiment pod dowództwem ppłk Habes Majali). Około połowa żołnierzy (4 Regiment) wyruszyła w kierunku Latrun, przejmując w dniu 17 maja z rąk Arabskiej Armii Wyzwoleńczej fort policji i całkowicie przerywając żydowską komunikację z Jerozolimą. Sytuacja społeczności żydowskiej w Zachodniej Jerozolimie stała się bardzo ciężka. Jerozolimscy Żydzi byli odcięci od dostaw z równiny nadmorskiej. Ich zapasy żywności oraz amunicji szybko malały. Uciekinierzy z Dzielnicy Żydowskiej Starego Miasta potrzebowali pomocy, której z powodu ograniczonych możliwości nie można było im udzielić w wystarczającej ilości. Do miasta napływali także uciekinierzy z okolicznych kibuców.
W dniach 24-25 maja izraelskie siły przeprowadziły w rejonie fortu Latrun operację Bin Nun Alef. Izraelczycy wielokrotnie ponawiali ataki na umocnione jordańskie pozycje, musieli jednak wycofywać się i ponosili bardzo duże straty. Kolejne operacje (operacja Bin Nun Bet i operacja Joram) również zakończyły się niepowodzeniem. W ten sposób Zachodnia Jerozolima wciąż pozostawała odcięta, a Legion Arabski utrzymywał swoje pozycje w Latrun. Żydzi poszukiwali jednak innych możliwości dostarczenia zapasów do miasta i w dniu 10 czerwca 1948 ukończyli budowę Drogi Birmańskiej, która w całości przebiegała przez terytorium kontrolowane przez siły izraelskie. Była to jednak droga gruntowa, przebiegająca przez niebezpieczne górskie okolice. Z tego powodu w okresie od września do grudnia wybudowano Drogę Męstwa, która omijała Latrun i docierała do Sza’ar ha-Gaj. Była to droga twarda, umożliwiająca uruchomienie dużo sprawniejszej komunikacji z Jerozolimą. Następnie wybudowano wodociąg, dostarczając tą drogą żywność, wodę, leki, paliwo, uzbrojenie i amunicję do oblężonego miasta. Dopiero po wojnie sześciodniowej w 1967 została przywrócona normalna komunikacja poprzez Latrun.